# 佩爾沃邁斯卡亞峰
71°47′S 11°40′E / 71.783°S 11.667°E
佩爾沃邁斯卡亞峰（英語：Pervomayskaya Peak）是南極洲的山峰，位於東部南極洲的毛德皇后地，屬於洪堡山脈的一部分，海拔高度2,795米，由德國探險隊發現。